# 梅倫湖 (利興)
53°11′17″N 13°17′40″E / 53.18806°N 13.29444°E
梅倫湖（德語：Mellensee），是德國的湖泊，位於該國西南部，由勃蘭登堡州負責管轄，處於烏克馬克縣，長0.5公里、寬0.3公里，面積0.15平方公里，海拔高度53米，最大水深6米。